# 邵家水库
邵家水库是中国云南省大理白族自治州祥云县境内的一座水库，位于普昌河上，建于1959年。水库正常库容为752万立方米，集雨面积为67平方千米，海拔为2156.8米。